# Worofla
Worofla è una città, comune e sottoprefettura della Costa d'Avorio appartenente al dipartimento di Séguéla. Conta una popolazione di 44 821 abitanti (censimento 2014).